# Nereu Guidi
Nereu Guidi (Criciúma, 10 de abril de 1943 — Criciúma, 29 de março de 2011) foi um advogado e político brasileiro.

## Vida
Filho de Pedro Guidi e de Olívia Colonetti Guidi, bacharelou-se em direito pela Pontifícia Universidade Católica do Rio Grande do Sul.
Casou-se com Clarice Maria Cascaes, em 06 de janeiro de 1968, com quem teve três filhos: Carlos Rafael, Ana Rosa e Carolina.
Morreu em 29 março de 2011, em sua casa, em Criciúma, aos 67 anos. Nereu lutava contra o avanço de uma distrofia muscular, uma doença auto imune, há dez anos.

## Carreira
Advogado - Formado pela Pontifícia Universidade Católica do Rio Grande do Sul - 1968
Vereador - Eleito em 1969 e 1972 para Vereador e Presidente da Câmara de Vereadores de Criciúma.
Deputado Federal - Eleito em 1974 e 1978 com mandato até 1982 para a Câmara de Deputados, sendo membro  das Comissões de Trabalho e  Legislação Social  e Comissão de Justiça e Redação.
Secretário - No período de 08 de outubro de 1977 a 10 de abril de 1978 exerceu cargo de Secretário de Justiça no governo Antônio Carlos Konder Reis. De 15 de março de 1979 até 15 de abril de 1982 exerceu cargo de Secretário da Casa Civil do governo Jorge Bornhausen.
Diretor de Estatal - De 20 de abril de 1983 até 20 de abril de 1987 exerceu cargo de Diretor Administrativo da Eletrosul.
Procurador - Em janeiro de 1989 até julho de 1992 foi procurador Geral do município de Criciúma.
Diretor de Empresa - Na  empresa A. Angeloni  &  Cia   Ltda. desempenhou atividade de  Diretor Administrativo a partir de 1992 e posteriormente tornou-se Assessor da Presidência até seu falecimento, em 2011.
Presidente ACATS - Em 17 de junho de 1996 tomou posse como Presidente da Associação Catarinense de Supermercados.